# متلازمة التعب المزمن
متلازمة التعب المزمن أو تناذر الإرهاق المزمن (بالإنجليزية: Chronic fatigue syndrome أو اختصاراً CFS) وتسمّى أيضًا باسم التهاب الدماغ والنخاع المؤلم للعضلات (إم إي)، وهي حالة طبية معقدة ومنهِكة وطويلة الأمد، تسوء أعراضها بعد النشاط الجسدي أو الذهني، وتضعف فيها القدرة على أداء المهام الروتينية اليومية مقارنةً بما قبل الإصابة، ولا يرتاح المريض عند النوم.:7 يواجه المريض صعوبات في الجلوس والوقوف وتسوء الوظائف المعرفية. تشمل الأعراض الأخرى الشائعة أجهزة الجسم المختلفة.
ما زال السبب غير مفهوم، وتشمل الآليات المقترحة الأسباب البيولوجية والوراثية والمُعديَة، والإجهاد البدني أو النفسي الذي يؤثر على كيمياء الجسم. يعتمد التشخيص على الأعراض نظرًا لعدم وجود اختبار تشخيصي مؤكد. التعب في متلازمة التعب المزمن ليس ناتجًا عن مجهود شديد مستمر، ولا يخف كثيرًا بعد الراحة، ولا يسببه وجود حالة طبية سابقة. التعب من الأعراض الشائعة في أمراض كثيرة، ولكن التعب غير المبرر وشدة الإعاقة الوظيفية المرافقة لمتلازمة التعب المزمن نادرة نسبيًا في تلك الأمراض.
يمكن أن يتعافى الأشخاص الذين يعانون من متلازمة التعب المزمن أو تتحسن الأعراض مع مرور الوقت، لا توجد علاجات أو أدوية معتمَدة للمرض; ويركز العلاج على الأعراض. يوصي مركز السيطرة على الأمراض والوقاية منها بما يسمّى (إدارة النشاط الشخصي) أو «الخَطو» للحد من تفاقم الأعراض نتيجة الأنشطة العقلية أو البدنية. تشير أدلة محدودة إلى فائدة عقار رينتاتوليمود، والمعالجة الاستشارية النفسية، والعلاج بالتمرين المتدرج عند بعض المرضى.
يبلغ معدل الإصابة بمتلازمة التعب المزمن نحو 1 من كل 100 شخص بين مراجعي أماكن الرعاية الأولية، وتتباين التقديرات بشكل كبير بسبب المعايير المختلفة المستخدمة في الدراسات الوبائية. تقدر الدراسات أن 836,000 إلى 2.5 مليون أمريكي و250،000 شخص في المملكة المتحدة يعانون من متلازمة التعب المزمن وهي أكثر حدوثًا عند النساء بمعدل ضعف ونصف إلى ضعفين مقارنةً بالرجال. يصيب هذا المرض البالغين الذين تتراوح أعمارهم بين 40 و60 عامًا، ويمكن أن يحدث في أعمار أخرى بما في ذلك الطفولة. تشير دراسات أخرى إلى إصابة 1 من كل 200 طفل بمتلازمة التعب المزمن، وهي أكثر شيوعًا عند المراهقين مقارنةً بالأطفال الأصغر سنًا.:182 متلازمة التعب المزمن سبب رئيسي للتغيّب عن المدرسة. وهناك إجماع على تأثير متلازمة التعب المزمن السلبي على الصحة والسعادة والإنتاجية، إلى جانب الجدل الواسع حول الكثير من جوانب هذا الاضطراب. يشجّع الأطباء والباحثون والمدافعون عن مرضى هذه المتلازمة أسماء ومعايير تشخيصية مختلفة، فيما تبقى الأدلة حول الأسباب والعلاجات المقترحة متناقضة أو ذات جودة منخفضة.

## الأسباب المحتملة
توجد العديد من الأسباب ولكن إلى حد الآن لا يمكن الجزم بواحدة منها على أنها سبب المرض، لذلك يعتقد أنه مرض متعدد الأسباب. والأسباب هي الآتية
- سبب فيروسي كفيروس MLV أو فيروس إتسن بار (التهاب الحلق)
- العدوى الفطرية
- عدم انتظام الأسنان في الفك
- التعرض لإرتجاج في المخ أو صدمة دماغية ناتجة عن ارتفاع درجة الحرارة الجسم أثناء الأنفلونزا (خاصة عند الطفولة)
- الصدمة النفسية
- الاكتئاب الشديد
- اضطراب في النوم
- سوء تصرف الدماغ تجاه التوتر
- اضطراب الجهاز العصبي الذاتي
- اضطراب مناعي
- نقص في الكورتيزون في الجسم
- قصور الغدة الدرقية
- اضطراب في مادة السيروتونين والأدرينالين

على الرغم من تعدد الأسباب إلا أن الكثير من العلماء لا زالوا يعتقدون أن هذا المرض هو نوع من الهجاس" أوالعصاب الهستيري، فهو عبارة عن حالة من الوهن العصبي. لذلك يدرج هذا المرض بالإضافة إلى أمراض تشبهه كالفيبروميالغيا ضمن الأمراض العصابية في المملكة المتحدة، وفرنسا ودول جنوب أوروبا.
- سابقا ربط بعض الباحثين «فيروس إكس إم آر في» - والذي لم يكن معروفاً حتى ذلك الوقت - بأورام البروستات ومتلازمة التعب المزمن.[29] مما أدى إلى اهتمام كبير لدى المجتمعات العلمية والمرضى قبل أن يتم دحض ذلك فيما بعد.

## الأعراض والتشخيص

### الأعراض
- الشعور بالوهن العصبي (تعب شديد).
- عدم تحمل الكثير من المجهود العقلي والعضلي
- ألم عضلي غالباً ما يشبه آلام الإنفلونزا
- ألم بالمفاصل دون عوارض التهابية
- صداع نصفي متحول
- آلام الرقبة
- اضطرابات كربية وقلقية (نوبات الهلع)
- اضطرابات في النوم (نوم سطحي تولد حالات من فرط النوم وتعب نهاراً)
- تقلصات عضلية ورعاش
- صعوبة في التوازن والمشي (الشعور بالدوار والغثيان، الشعور بفقدان الإتجاه)
- عدم تحمل الأجهزة الإلكترومغناطيسية
- خفقان وضيق تنفس ومشاكل في البلع
- الرهاب (وخاصة رهاب الأمراض، وهو عادة ما يكون نتيجة للمرض وليس عارضاً حقيقياً له؛ رهاب الساحات)
- اضطرابات سمعية بصرية (طنين، تشوش الرؤية)
- الاختلال العقلي (قلة تركيز، ضعف في الذاكرة الحينية، تبعثر في الأفكار والكلام، الشعور بالضبابية وحتى التوهان....)
- تعدد الحساسيات وخاصة تجاه المواد الكيميائية وحساسيات غذائية خاصة ضد القمح
- ضعف مناعي جزئي وبسيط مما يسبب حالات زكام متكررة
- آلام في الحلق
- ألم أو حتى انتفاخ العقد اللمفاوية بالرقبة والإبط
- اضطراب الجهاز الحراري (برودة شديدة، تعرق، الشعور بالحرارة)
- اضطرابات هضمية كعسر الهضم وخاصة متلازمة القولون العصبي
- خلل الوظائف المستقلة[30]

### التشخيص
لا يوجد طريقة تشخيص محددة للمرض وهو يعتمد على المريض نفسه وعلى طريقة التشخيص الاشتباهي، حيث يتم اختبار كل الأمراض الممكنة التي تسبب نفس الأعراض، الأمر الذي يبدو صعباً من الناحية المادية والنفسية للمريض.
وبصفة عامة يعاني مرضى متلازمة التعب المزمن من عدم تفهم المحيط العام لهم وحتى الأطباء أنفسهم هناك منهم من ينفي وجود هذا المرض الأمر الذي يعقد حالة المريض وعموماً يعاني أغلب المرضى من مشاكل اجتماعية في العمل والمنزل ومنهم من يكون مجبراً على الانزواء والتقوقع والعيش بالتالي في قفص المرض ومحاولة التفسير الذاتي للأعراض. في النهاية فغالبية المرضى يعانون من الاكتئاب أو اضطراب القلق العام.

### الوظائف البدنية
تتفاوت القدرة الوظيفية للأفراد المصابين بمتلازمة التعب المزمن إلى حد كبير. يعيش بعض المصابين حياة طبيعية نسبيَّا; بينما يلزم البعض الآخر السرير ويكونون عاجزين عن رعاية أنفسهم. بالنسبة لغالبية المصابين بمتلازمة التعب المزمن، تنخفض الأنشطة في العمل والمدرسة والعائلة لفترات طويلة. شدة الأعراض والعجز متماثلة عند الجنسين، ويعاني الكثيرون من الألم المزمن المُعيق بشدة. يبلغ المرضى عن تدنٍ حرج في مستويات النشاط البدني. ولوحظ انخفاض في درجة تعقيد الأنشطة. يشابه الضعف المُبلّغ عنه حالات طبية أخرى منها الإيدز في المرحلة المتأخرة، والذئبة، والتهاب المفاصل الروماتويدي، والداء الرئوي الساد المزمن، والأمراض الكلوية في مراحلها النهائية. تؤثر متلازمة التعب المزمن على الحالة الوظيفية للشخص وعافيته النفسية أكثر من حالات طبية مهمة مثل التصلب المتعدد، أو فشل القلب الاحتقاني، أو داء السكري من النمط الثاني.
في معظم الأحيان، تتناوب دورات من التعافي والنكس، ما يصعّب تدبير المرض. يزيد الأشخاص الذين يشعرون بتحسن لفترة من الزمن من أنشطتهم، ويمكن أن يؤدي ذلك إلى تفاقم الأعراض عند الانتكاس.
25% من المصابين بمتلازمة التعب المزمن يلزمون المنزل أو لا يغادرون السرير لفترات طويلة تمتد لعقود.:32 يقدر أن 75% غير قادرين على العمل بسبب المرض. يحصل أكثر من نصف المرضى على إعانات العجز أو الإجازات المرضية المؤقتة، ويعمل أقل من الخمس بدوام كامل. الإصابة بالمرض عند الأطفال هي سبب مهم للتغيب عن المدرسة.:183

## التنبؤ بمستقبل المرض
متلازمة الإرهاق المزمن هو مرض حميد. في بعض الحالات قد يشفي المريض منه تماماً. ألا أن الاكتئاب الشديد يعتبر أكبر خطر يهدد مرضى متلازمة التعب المزمن

## العلاج
أثبتت دراسات أن التمارين والعلاج السلوكي المعرفي يمكن أن يكون لها تأثير إيجابي، في حين أن وتيرة مناسبة نادى بها مجموعات من المرضى لم تعمل. ·  · .